# 桜土手古墳群
桜土手古墳群（さくらどてこふんぐん）は、神奈川県秦野市堀山下にある古墳時代後期～終末期の古墳群（群集墳）である。秦野市指定史跡。

## 概要
古墳群の一部は保存され、秦野市立の都市公園（歴史公園）桜土手古墳公園として整備・公開されており、敷地内のはだの歴史博物館で古墳群の出土品の展示や発掘調査について解説されている。
発掘調査の段階では、秦野市堀山下の水無川右岸の東西500メートル、南北300メートルの範囲に円墳35基が存在した。築造年代は古墳時代終末期の7世紀後半を中心に6世紀末～8世紀初頭とみられる。1974年（昭和49年）以降第一次、第二次調査で計23基が発掘調査された後、地域の工場開発等により過半数は埋め戻され12基が現存する（内、桜土手古墳公園内に6基、日産車体工場内に5基、島津製作所内に1基が分布）。
この古墳群で最大の1号墳（径28メートル、高さ5.6メートル）は桜土手古墳公園内で復元展示されており、二段築成という供え餅のような形で葺石で覆われ、外観に触れたり石室内に入ることができる。一般的な円墳とは異なり、墳丘の中を石垣状の石組みが一巡している。古墳群の古墳は大きさが最大の1号墳が直径28メートルから小さいものは8.5メートルで、20m以上の大型の古墳は南方に多く、北方に中小の古墳が分布する。発掘したいずれの古墳にも周溝があり、横穴式石室で、石室の開口は南を向いているなど共通した特徴がみられる。
副葬品としては須恵器・土師器などの土器類、耳環・勾玉などの装飾品、直刀・鉄鏃などの鉄製武器、辻金具・鐙鎖などの馬具が出土し、古墳時代後期としては一般的なものを中心として見つかっている。

## 調査・公園整備の歴史
- 1972年（昭和47年） - 秦野市が同地域に企業を誘致。工場が建設される事をきっかけに発掘調査の計画が開始される[3]。
- 1974年（昭和49年）2月 - 第一次発掘調査開始。1977年（昭和52年）まで断続的に19基の古墳が調査される[3]。
- 1984年（昭和59年） - 秦野市の工場誘致政策「テクノパーク構想」により同地域で誘致開発が決まる[3]。
- 1985年（昭和60年） - 工業団地の一角における環境施設として「桜土手古墳公園計画」の案が出される[3]。
- 1986年（昭和61年）3月 - 第二次発掘調査開始。1987年（昭和62年）4月まで4基の古墳を調査[1]。
- 1990年（平成2年）11月3日 - 桜土手古墳展示館開館（桜土手古墳公園内）。
- 2020年（令和2年）11月1日 - はだの歴史博物館リニューアルオープン。

## 保存古墳・再現古墳

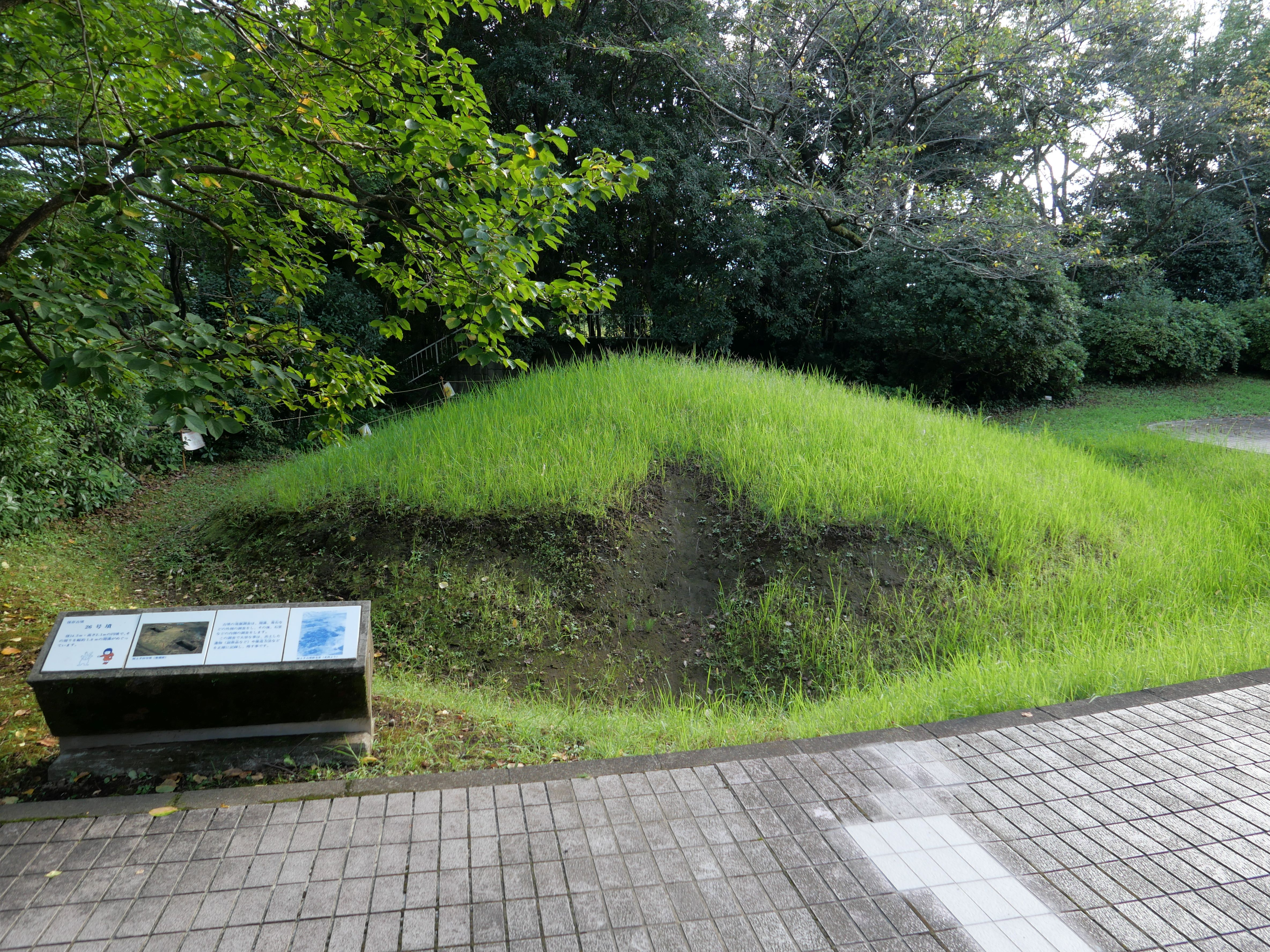
26号墳
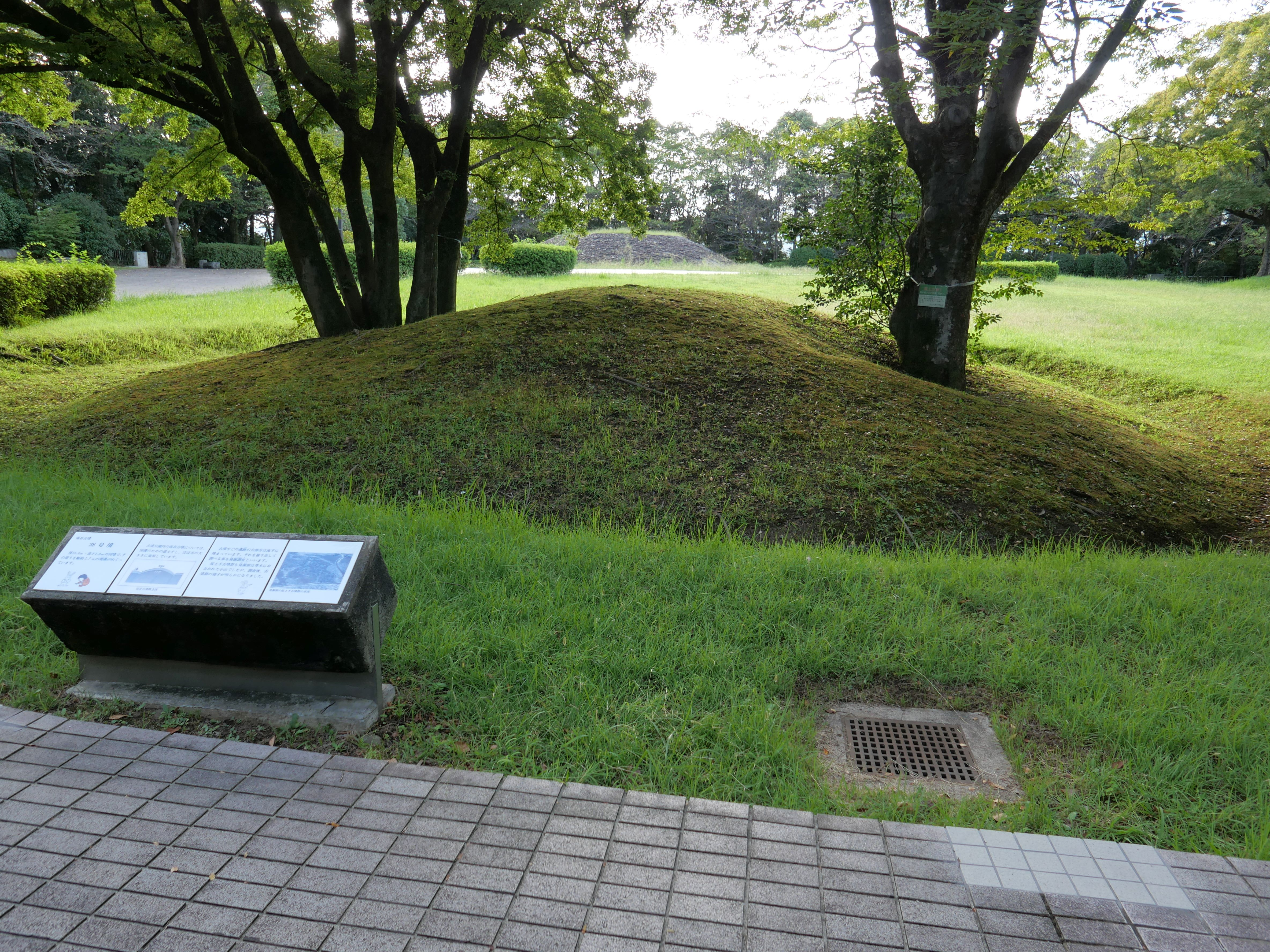
28号墳
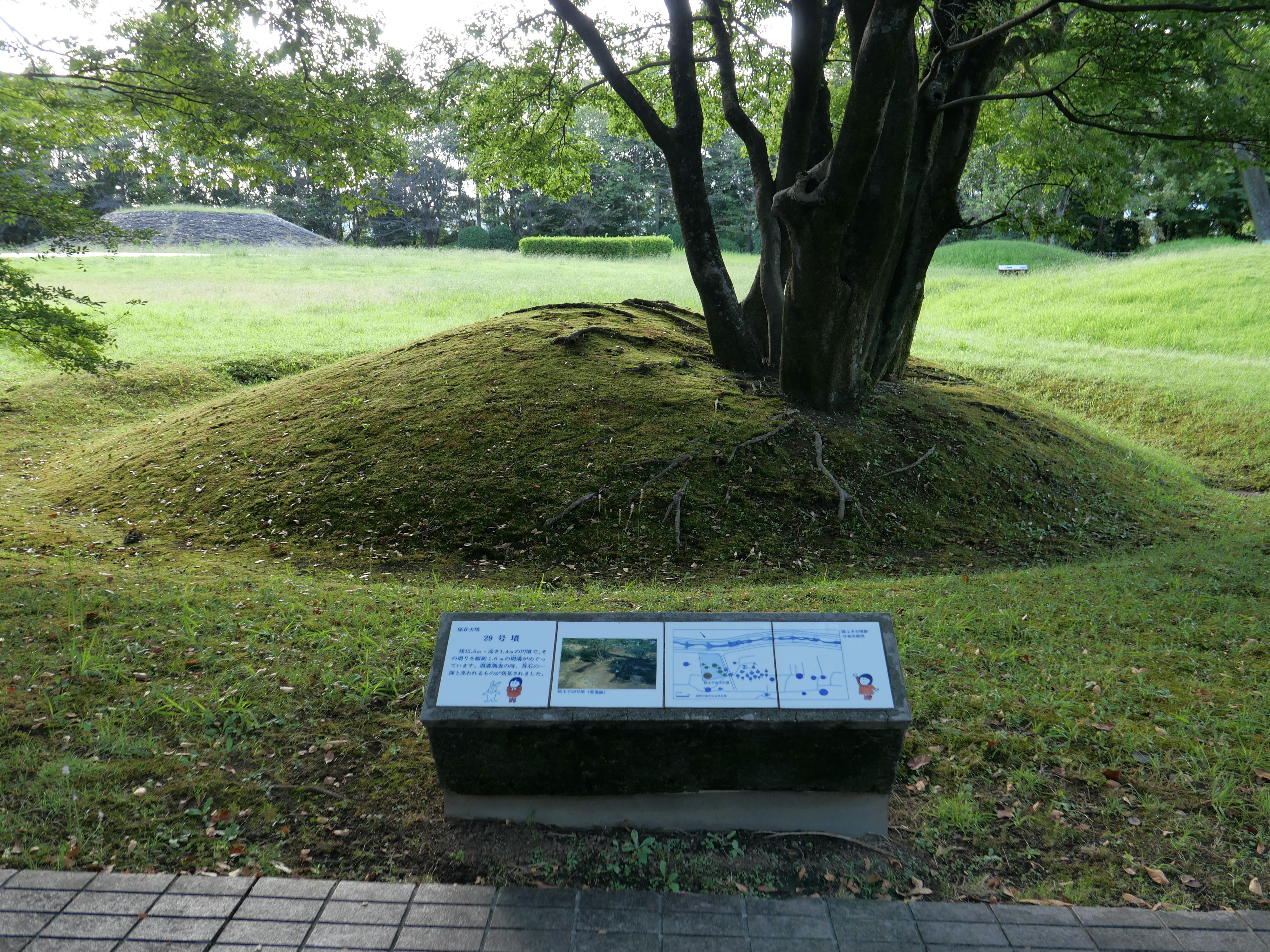
29号墳
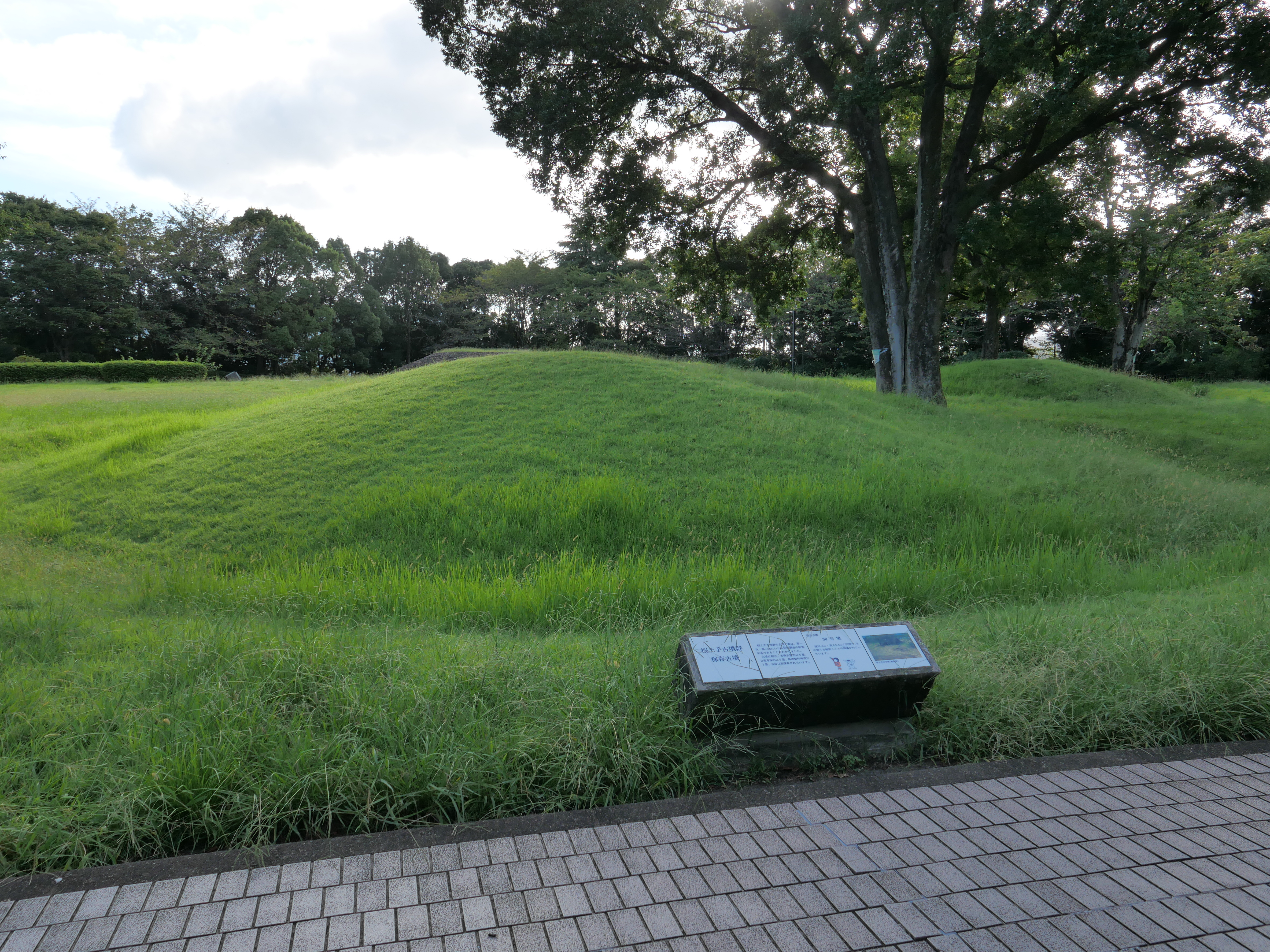
30号墳
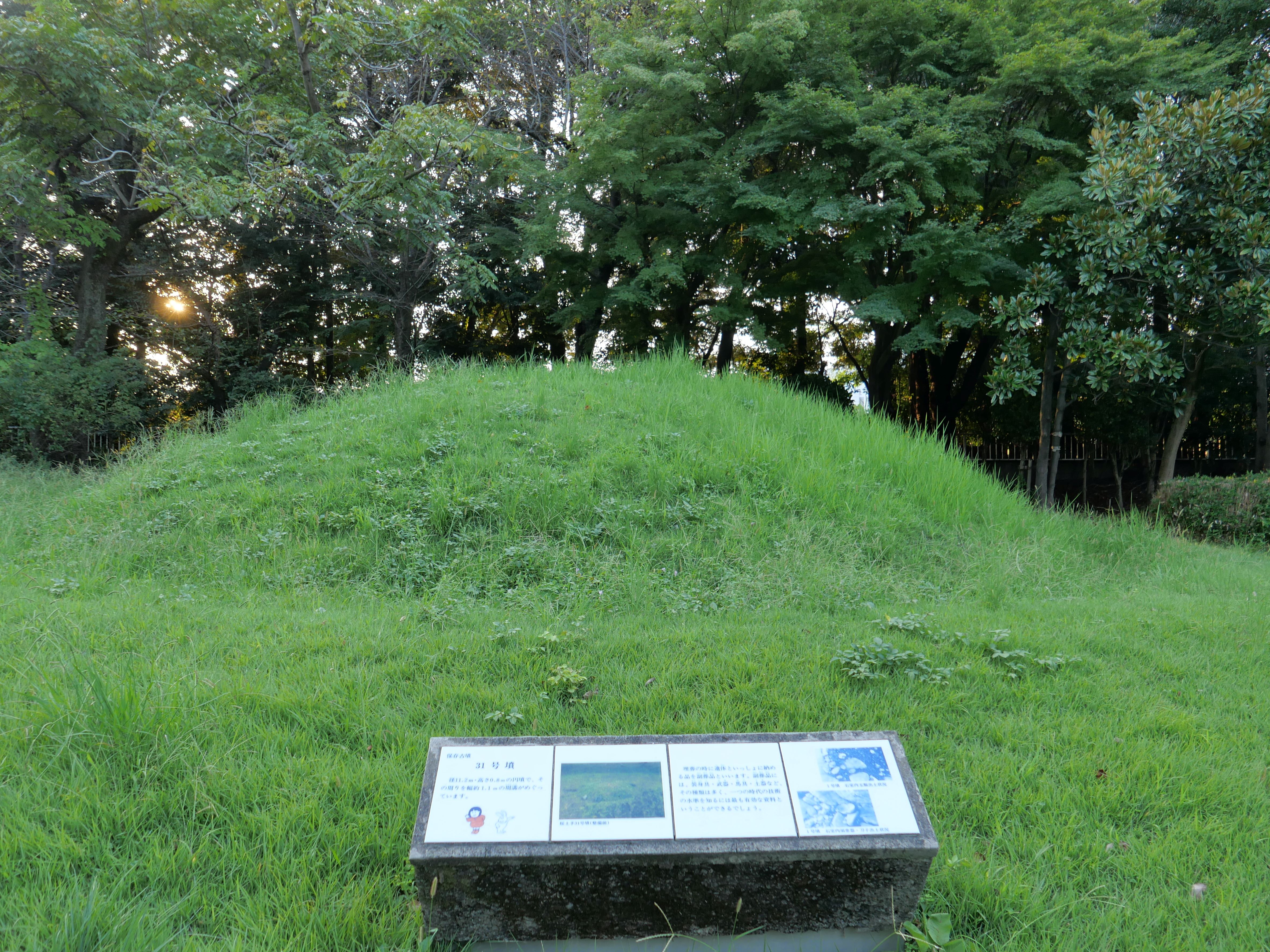
31号墳
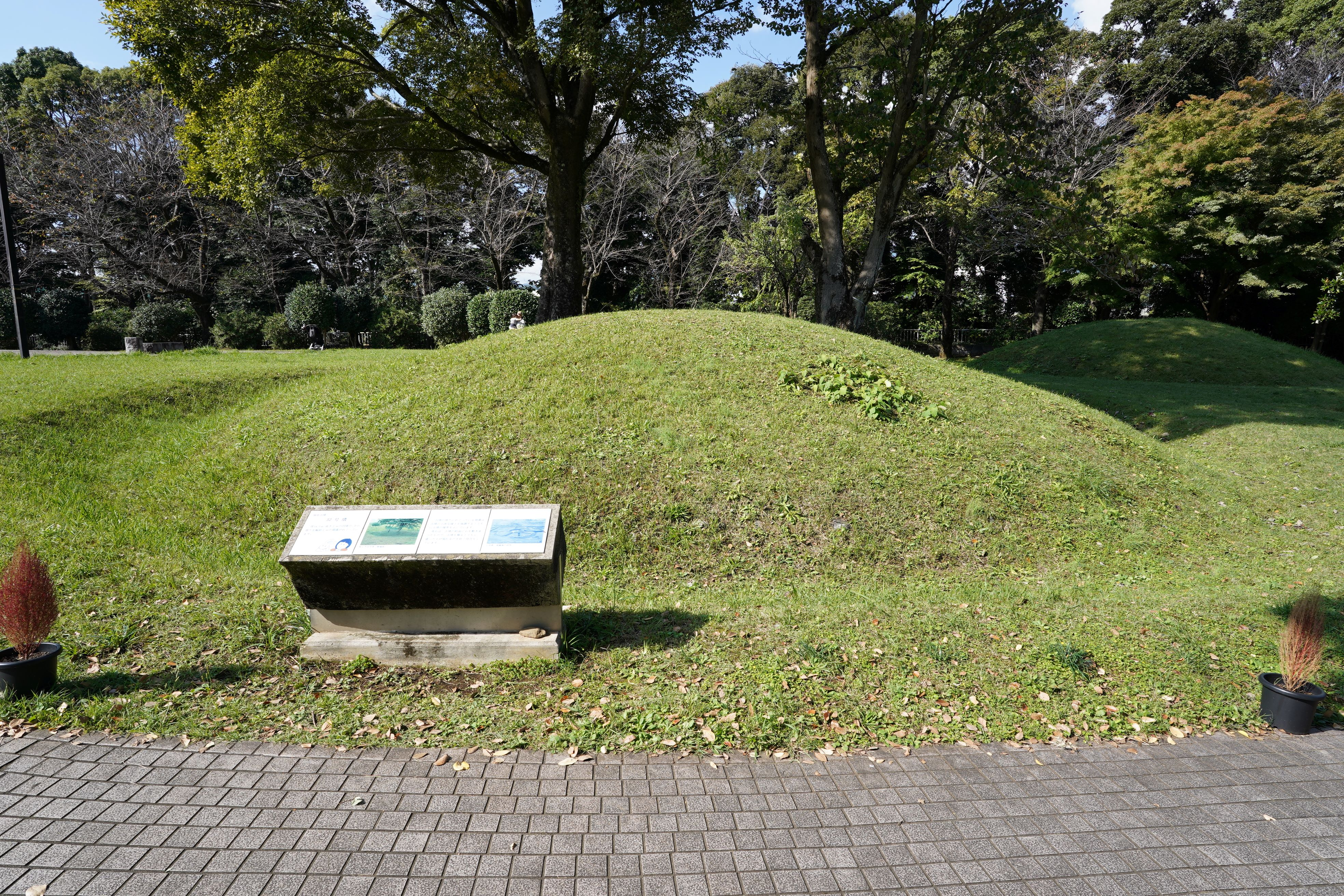
32号墳
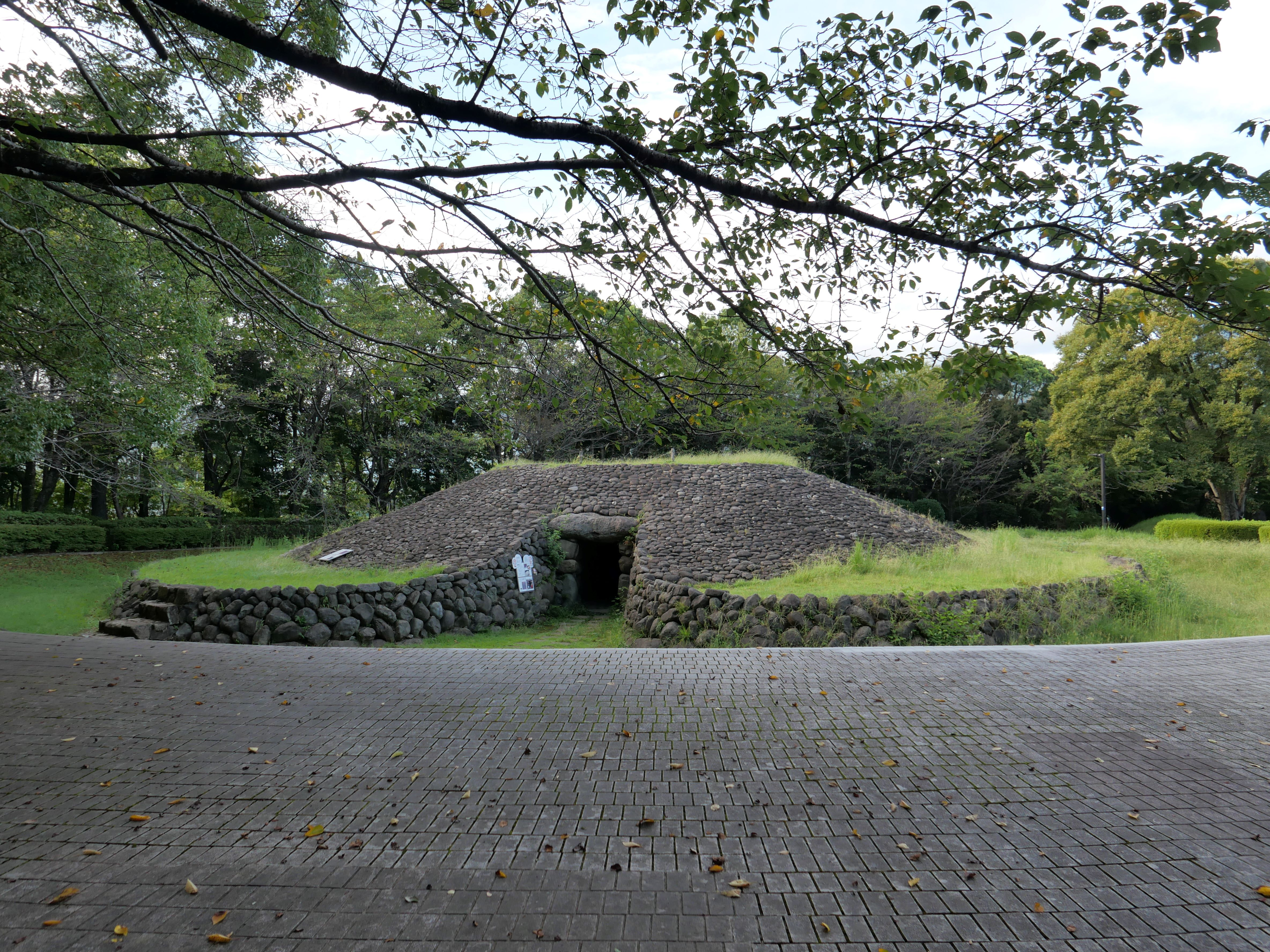
1号墳（再現）
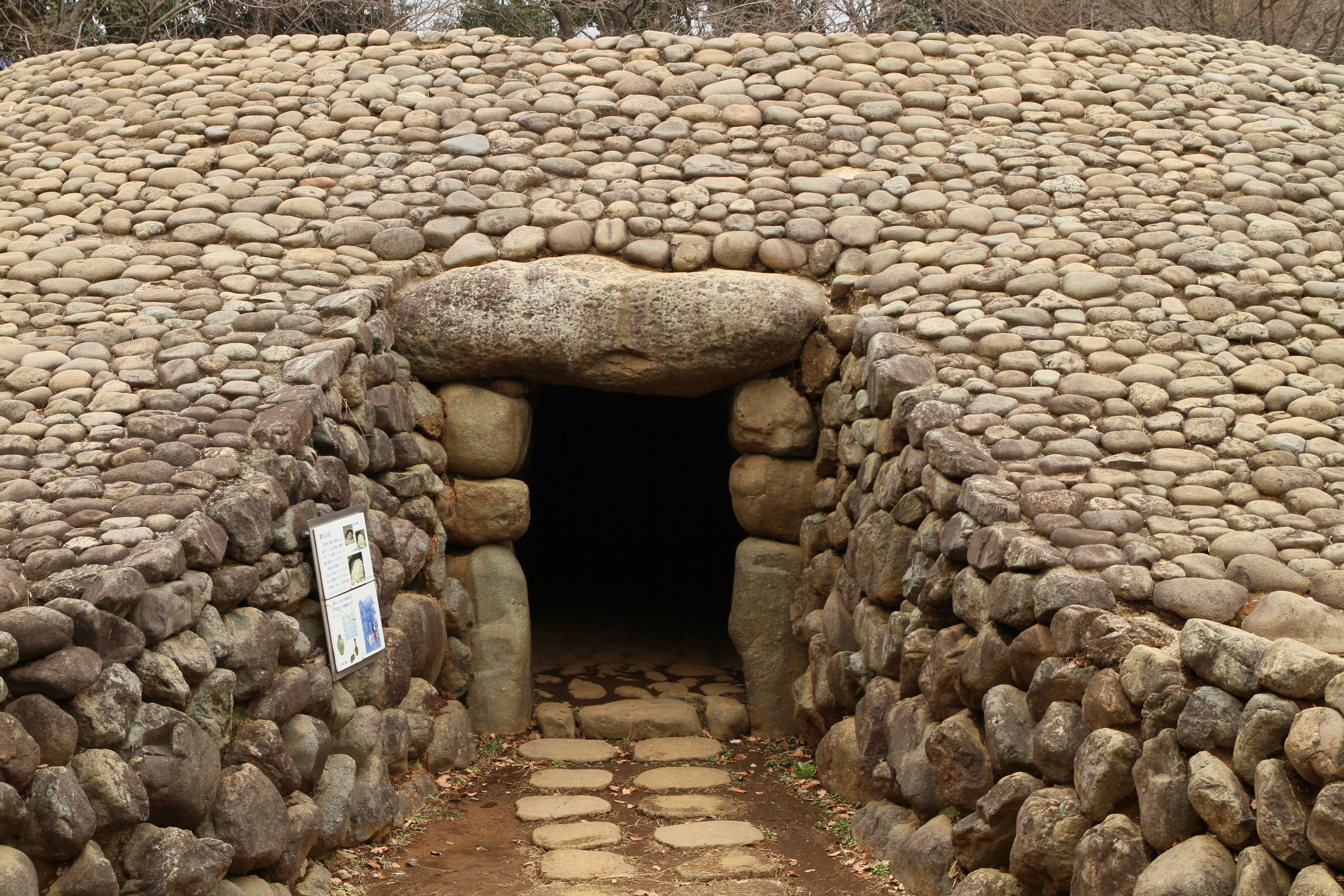
1号墳の横穴式石室開口部
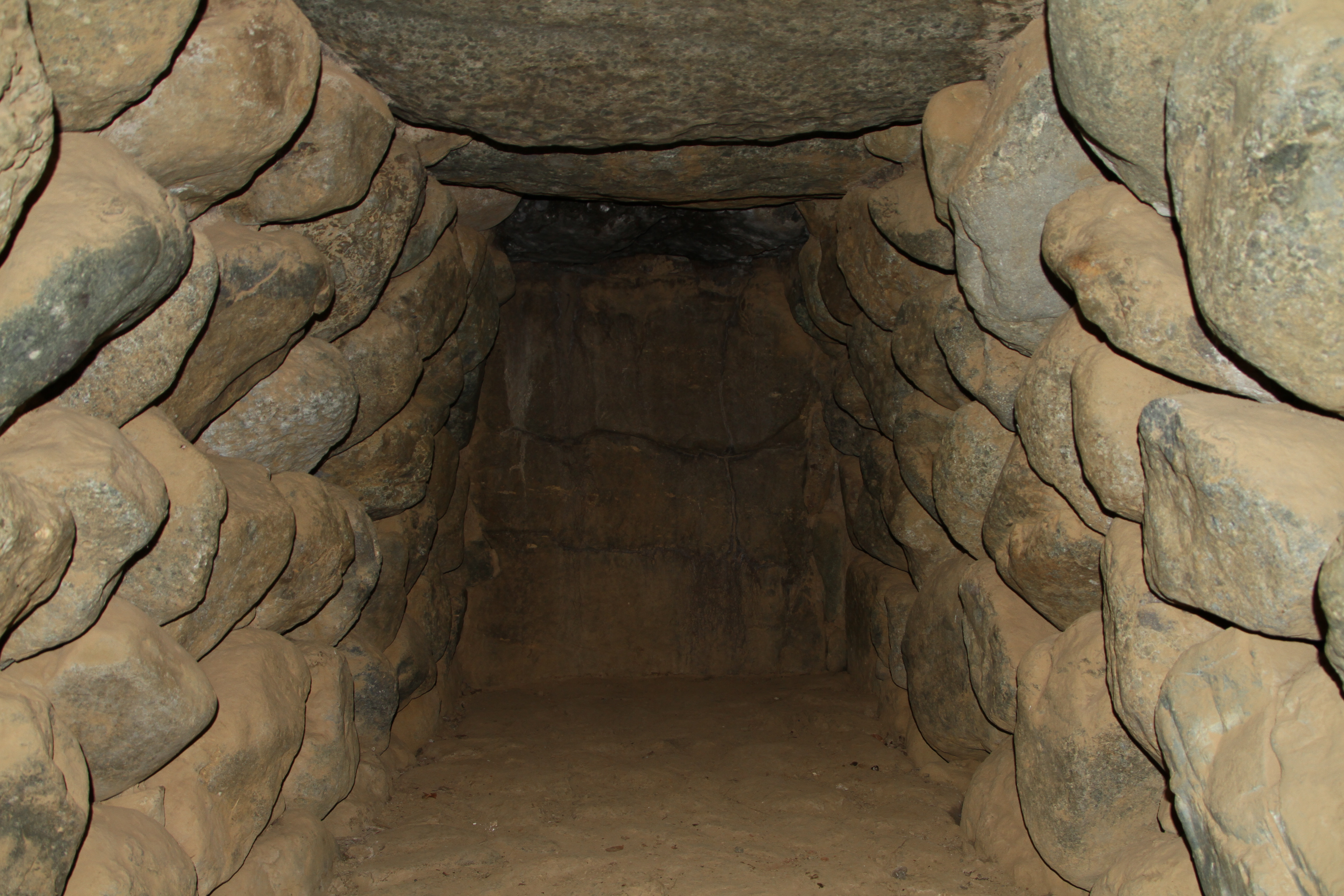
1号墳の横穴式石室

## 出土品

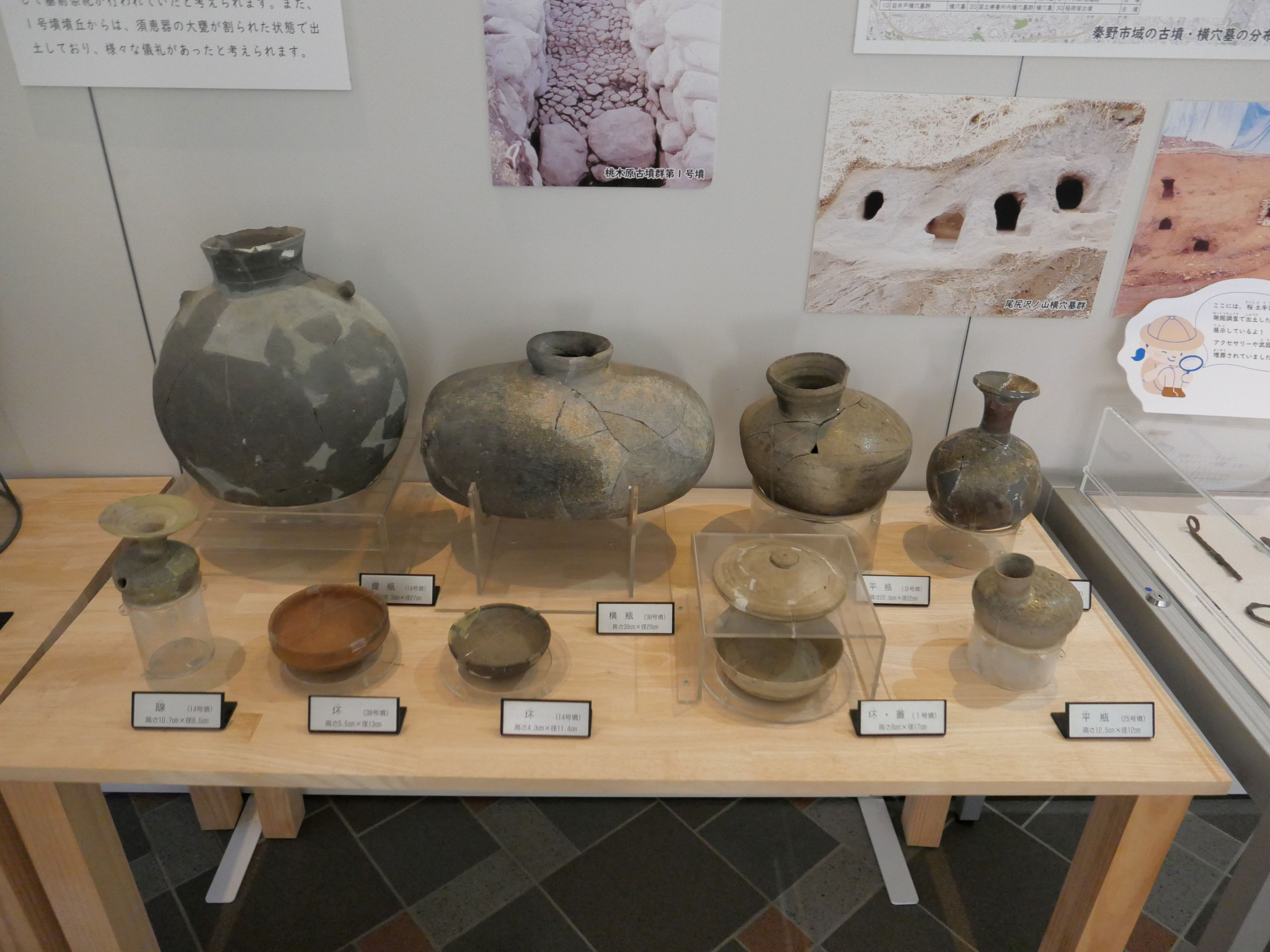
横瓶など、はだの歴史博物館展示品
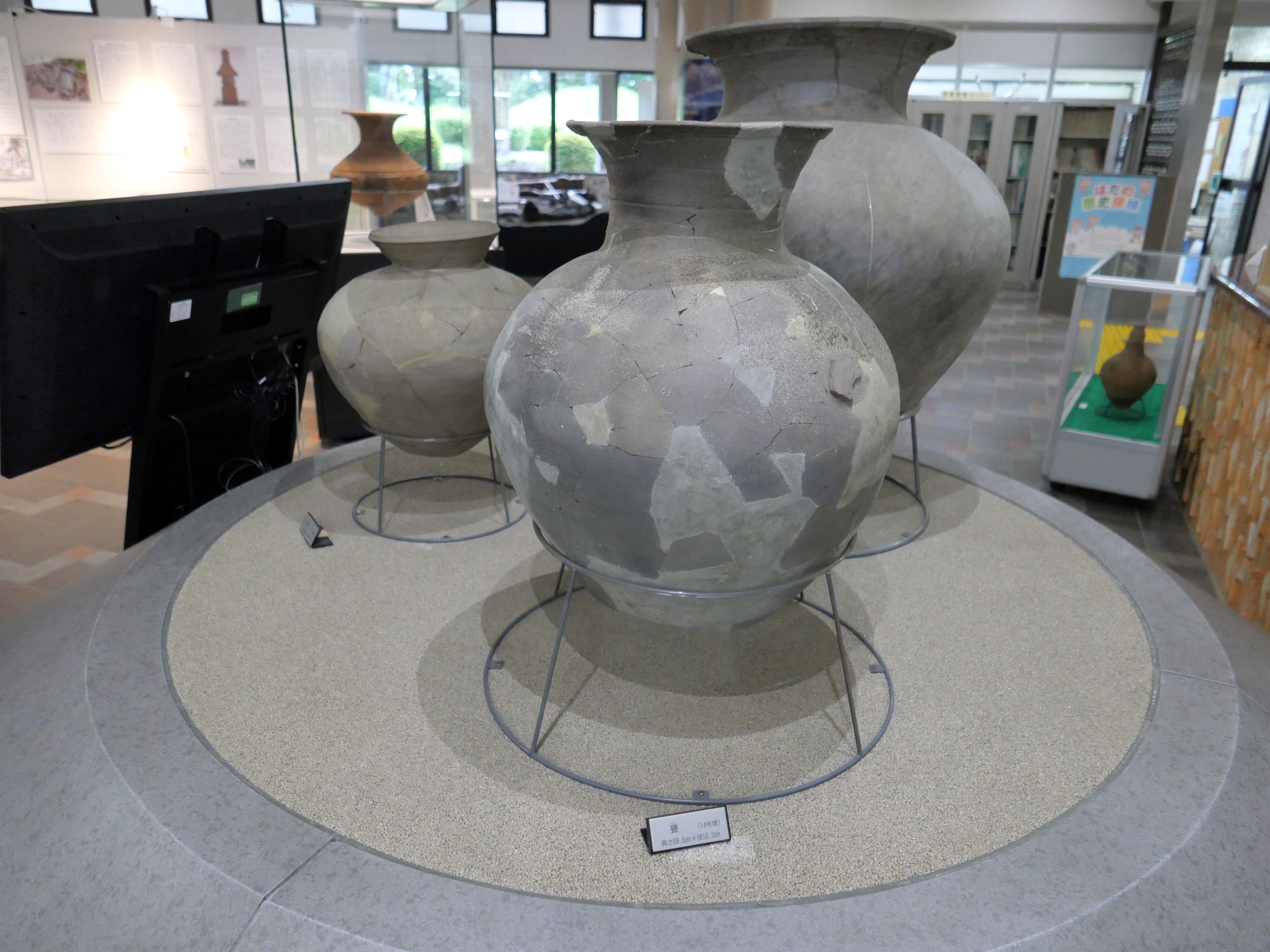
甕、はだの歴史博物館展示品
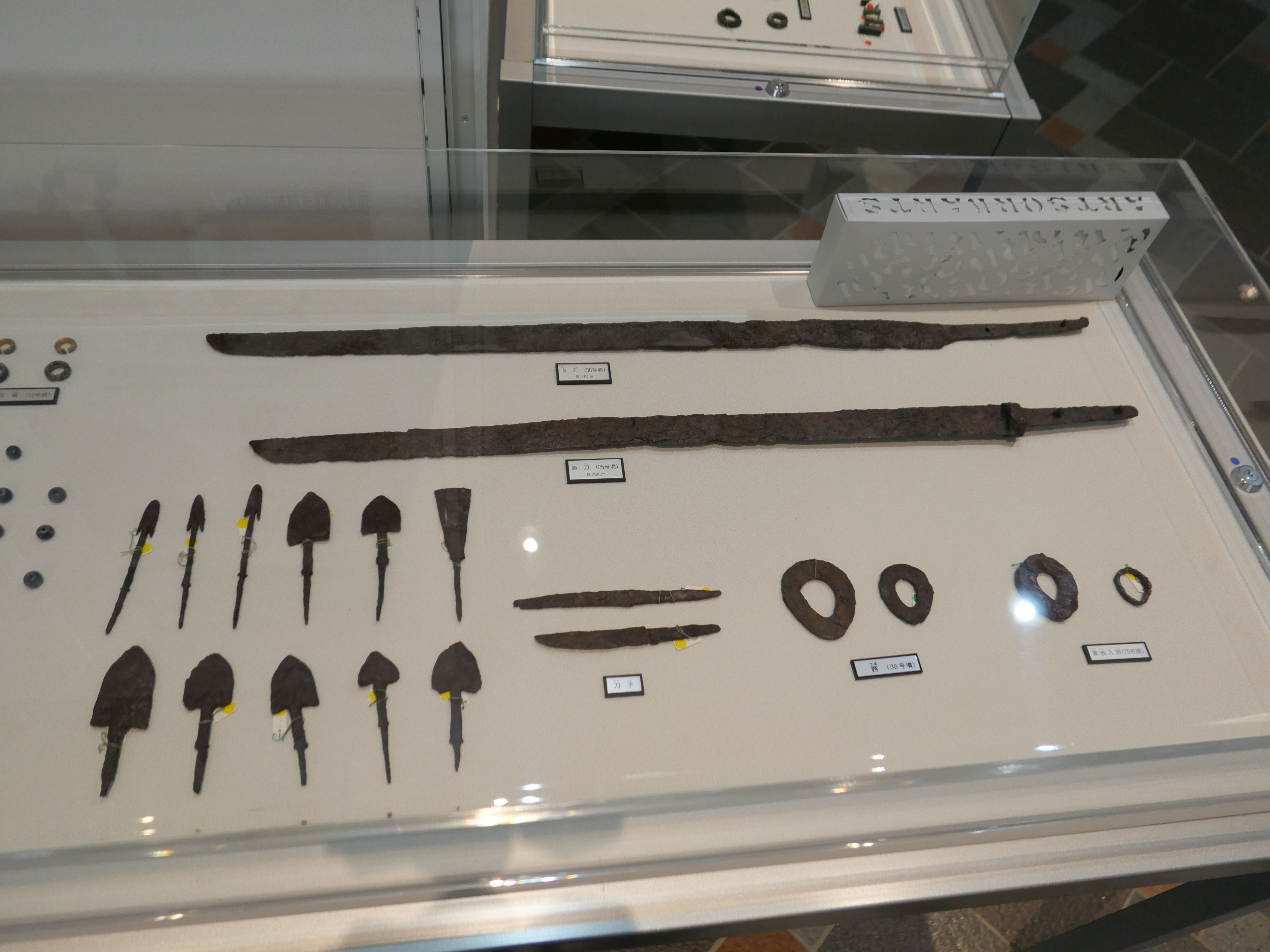
直刀など、はだの歴史博物館展示品

## 交通アクセス
交通アクセスははだの歴史博物館#利用案内を参照。

## 水無川流域の他の古墳
- 戸川古墳群
- 桃木原古墳群
- 念仏塚古墳群
- 桜塚古墳
- 清正公塚古墳
- 稲荷塚古墳

出典